# Іспанський Ренесанс

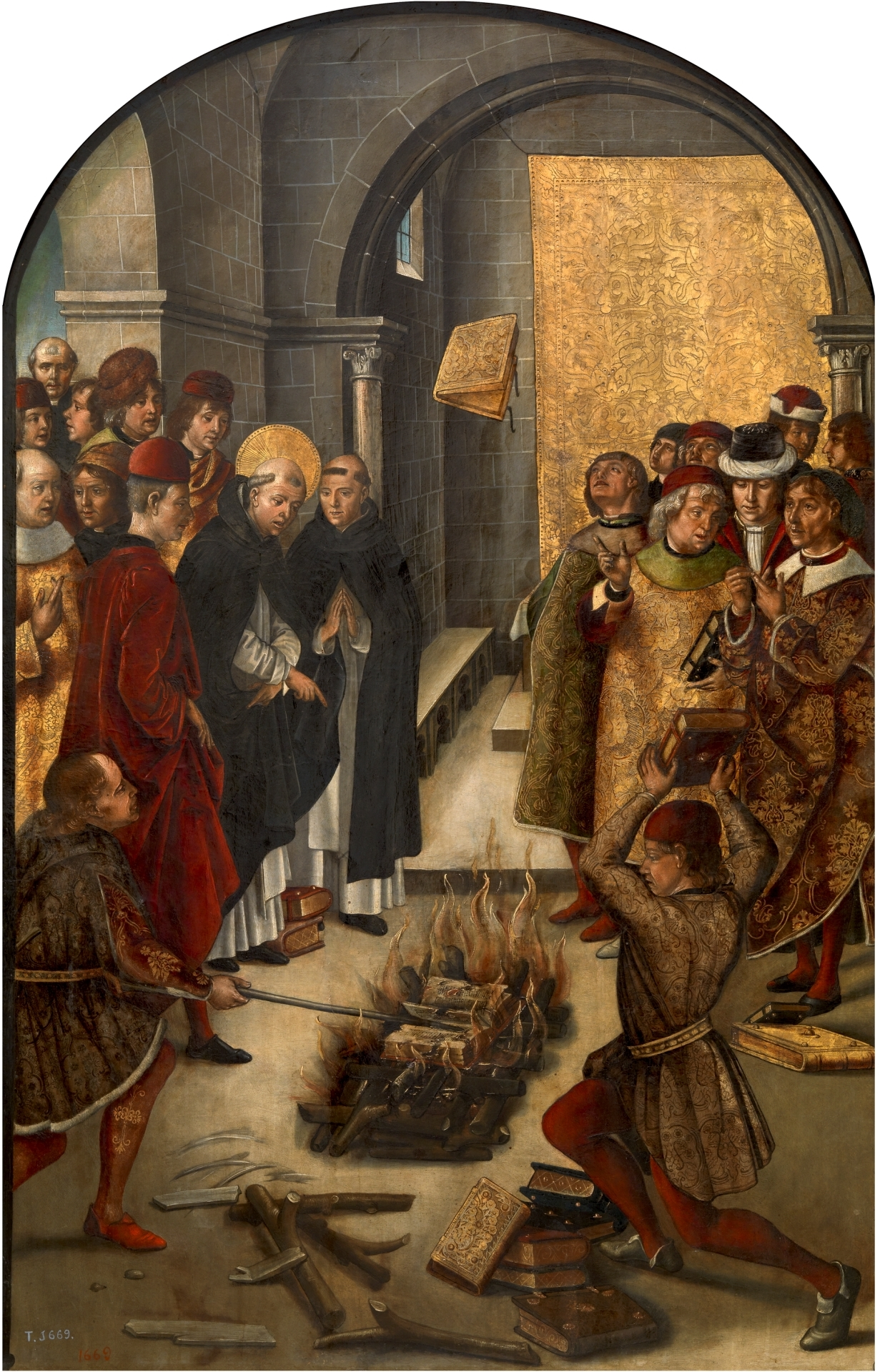
Худ. Педро Берругете. Випробування вогнем книг єретиків, Прадо, Мадрид.

### Періодизація
- Раннє Відродження (кін. XV- п. пол. XVI ст.,)
- Зріле і Пізнє Відродження (др. пол. XVI- перші десятиліття XVII ст.)

## Загальна характеристика епохи
Перехід від Середніх віків до Відродження охоплює в Іспанії кінець XIV — перші три чверті XV ст. У цей час інтенсивно розвиваються народна поетична творчість і придворна аристократична література. В народній поезії XV ст. провідна роль належить романсу — це ліричний або ліро-епічний вірш, який розвинувся переважно на ґрунті реконкісти і пройнятий духом патріотизму і незалежності. Згодом романс засвоюється також аристократичною поезією, йому належатиме помітна роль у розвитку літератури Відродження.
У XV ст. Іспанія була тісно пов'язана з Італією і досить добре ознайомлена з її культурою. Досвід італійської літератури, особливо творчість Данте, Петрарки і Боккаччо, засвоюється придворною літературою. Під сильним впливом Петрарки створюється в цей час в Іспанії  сонет  (маркіз де Сантільяна), з'являються в аристократичній літературі дидактичні поезії, алегоричні твори, епічні поеми, твори сатиричного характеру.
Наприкінці XV ст. іспанська література вступила в період Відродження. У своєму розвитку вона спиралася як на досвід античної і гуманістичної літератури європейських країн, особливо Італії, так і на національну літературну традицію і народну творчість. Від самого початку в ній визначилися два напрями: один із них базувався на традиціях народної літератури, а другий, «учений» — на використанні ідей античності. Перший напрям був провідним, у ньому найповніше проявився характер ренесансної літератури, визначений тими силами, що існували в іспанському народі і були породжені його героїчною історією. Звідси й характерні риси іспанської літератури: обмежений демократизм, багата уява, пристрасність, органічне засвоєння й збереження народних поетичних форм.
Водночас у своєрідних обставинах країни рано визначився розрив між ідеями Відродження і реальністю, що зумовило й раннє розчарування в гуманістичних ідеалах, і гострокритичне зображення реальної дійсності в літературі.

## Образотворче мистецтво Іспанії доби Відродження

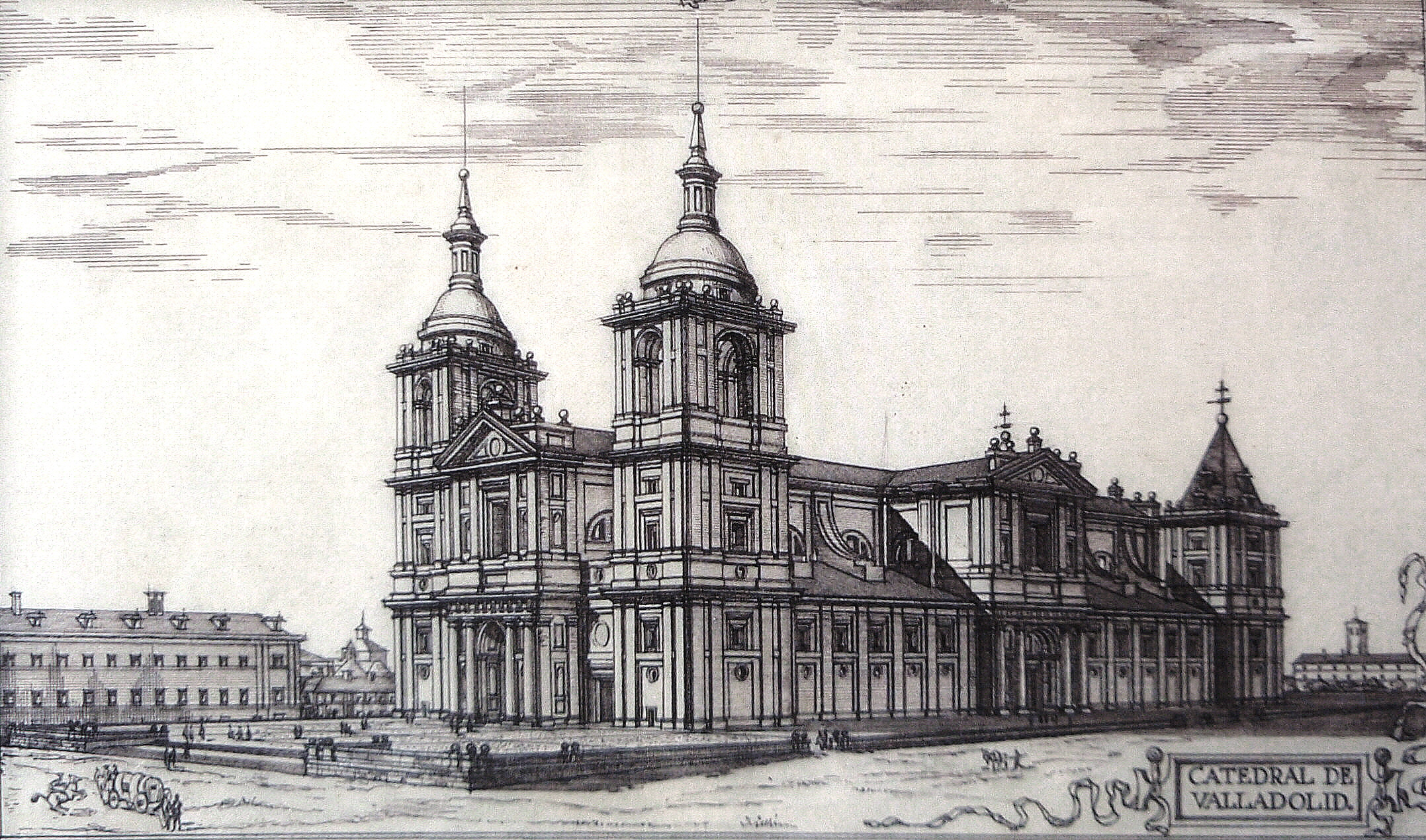
Проект собору Успіння, залишився недобудованим, Вальядолід

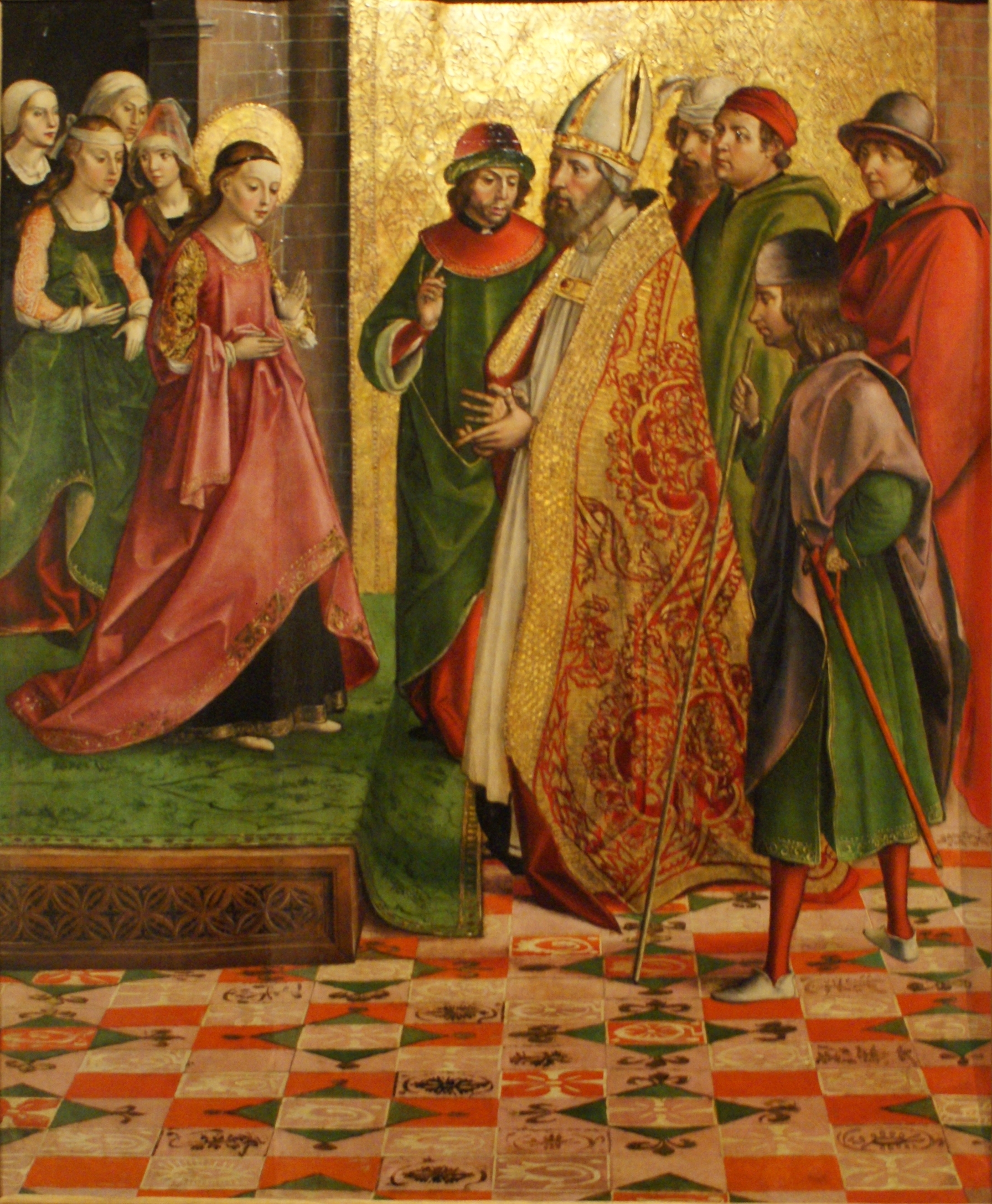
Худ. Педро Берругете, зразок живопису 1490 р.

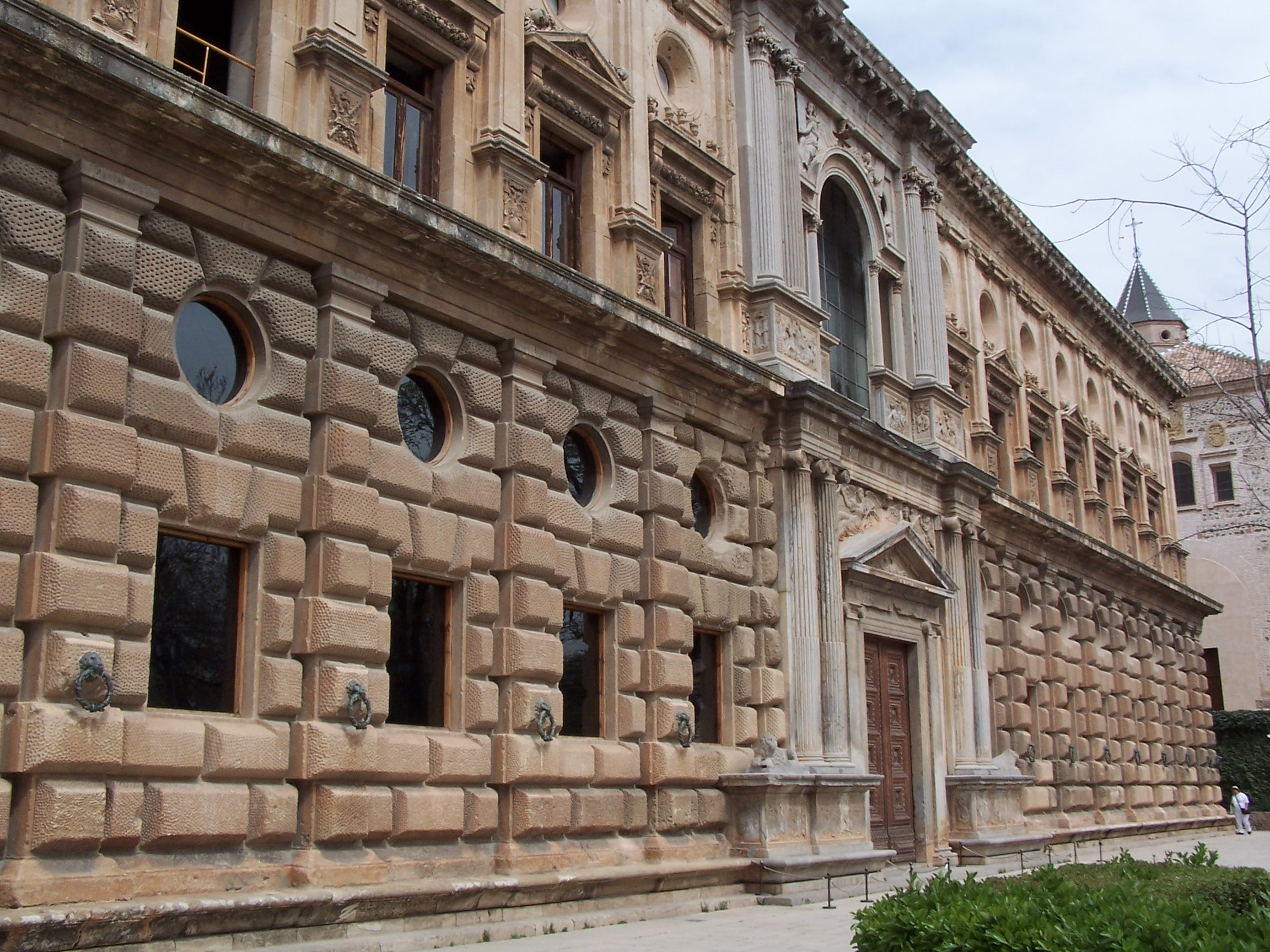
Палац Карла V
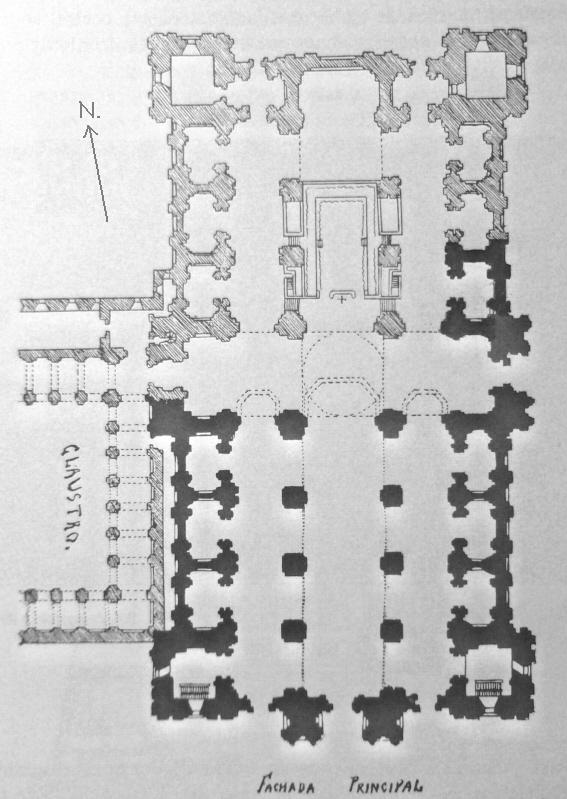
План собору Успіння, Вальядолід, чорним показані побудані частини.
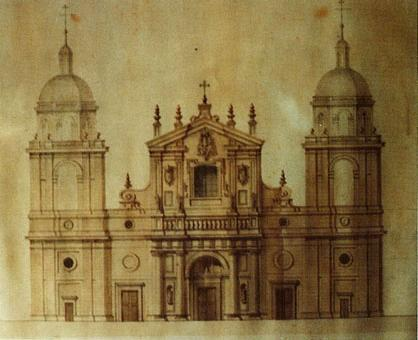
Ескіз, головний фасад собору Успіння (недобудований)
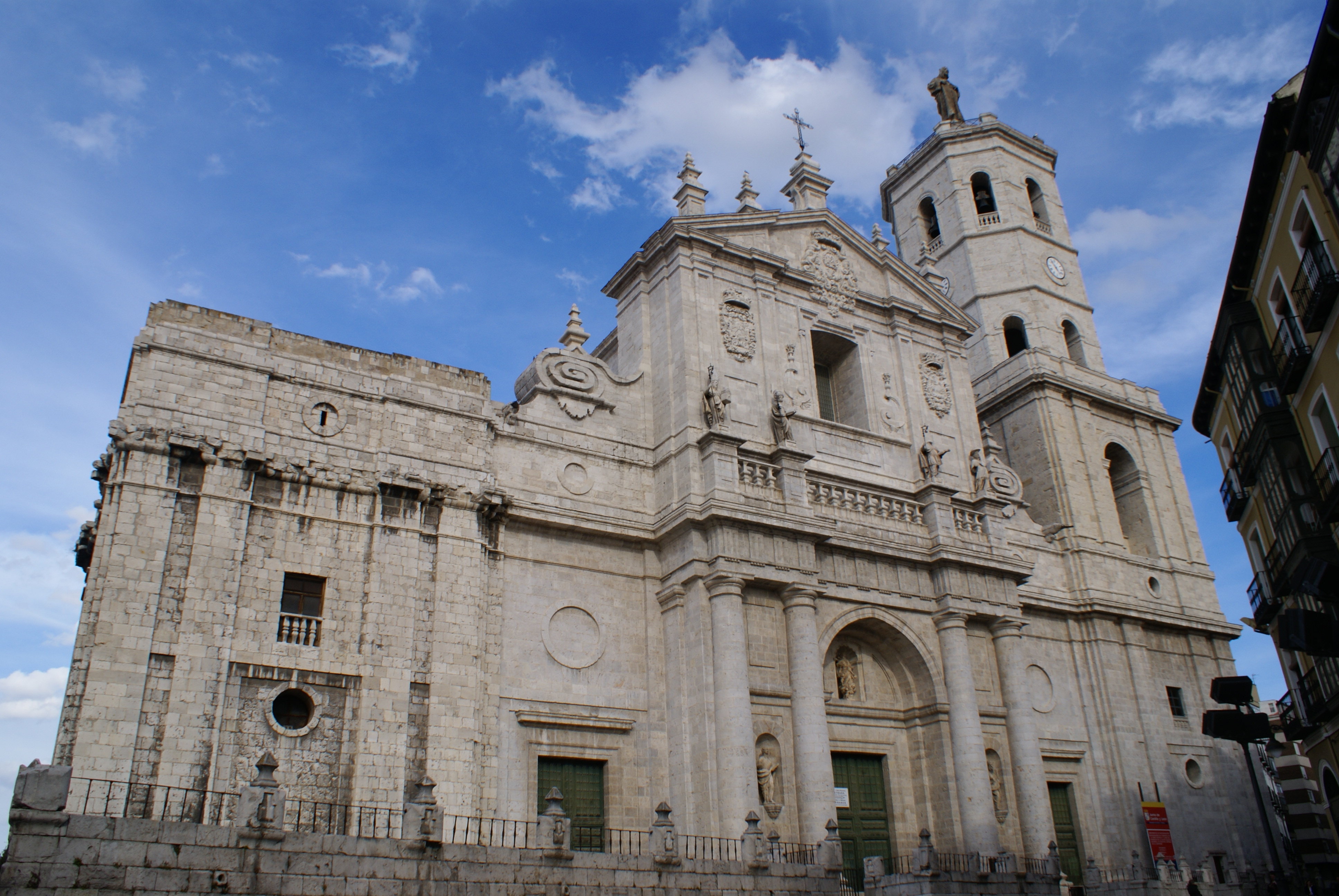
Собор Успіння, Вальядолід